# 1967年日本

## 政府
- 天皇：裕仁
- 內閣總理大臣：佐藤榮作

## 大事紀

### 3月
- 3月1日——阪急千里線通車。

### 9月
- 9月7日——內閣總理大臣佐藤榮作訪問臺灣（9月8日，兩度與蔣介石會談；9月9日，發表聯合公報，強調加強團結，實現亞太區域和平與繁榮。）[1]:741。佐藤榮作兩度晉見蔣商討臺日共同問題，並就當時世局及中國大陸中共情勢交換意見[2]:116-117。

### 11月
- 11月27日——中華民國國防部長蔣經國訪問日本（12月2日，返回臺灣。）[1]:743。日本天皇裕仁接見蔣經國時表示永不忘懷蔣介石寬大德意；日本國民1萬5千餘名在東京舉行感謝蔣大會[2]:117。

## 出生
- 1月25日——佐佐木望，配音員
- 3月18日——楠大典，配音員
- 3月30日——林原惠，配音員
- 5月4日——矢島晶子，配音員
- 6月15日——上田祐司，配音員
- 10月16日——松野太紀，配音員
- 11月2日——石田彰，配音員

## 逝世
- 10月20日——吉田茂，政治人物